# 33-тя флотилія Крігсмаріне
33-тя флотилія Крігсмаріне (нім. 33. Unterseebootsflottille) — з'єднання, флотилія підводних човнів військово-морських сил Третього Рейху за часів Другої світової війни.

## Історія
33-тя флотилія підводних човнів Крігсмаріне була сформована у вересні 1944 року на військово-морській базі Фленсбурга. До складу флотилії увійшли підводні човни, які базувались на французьких військово-морських базах, захоплених унаслідок стратегічного наступу союзників у Нормандській кампанії, а також підводні човни, що діяли в Індійському океані «Монзун Груп» (нім. Monsun Gruppe). У травні 1945 року після капітуляції Німеччини флотилія була розформована.

## Командири
| Час                            | Командир флотилії                                   |
| ------------------------------ | --------------------------------------------------- |
| вересень — 21 жовтня 1944      | корветтен-капітан Георг Шеве (нім. Georg Schewe)    |
| 21 жовтня 1944 — 8 травня 1945 | корветтен-капітан Гюнтер Кунке (нім. Günter Kuhnke) |

## ПЧ, що входили до складу 33-ї флотилії
| Тип                      | Кількість | Номер ПЧ |
| ------------------------ | --------- | --- |
| типу VIIC                | 14        | U-245, U-260, U-262, U-267, U-281, U-309, U-382, U-398, U-714, U-758, U-763, U-953, U-989, U-1205 |
| типу VIIC/41             | 4         | U-1106, U-1170, U-1271, U-1305 |
| типу IXC                 | 9         | U-155, U-510, U-516, U-518, U-532, U-541, U-547, U-548, U-805 |
| типу IXC/40              | 36        | U-168, U-170, U-183, U-190, U-530, U-534, U-537, U-539, U-546, U-802, U-804, U-806, U-843, U-853, U-857, U-858, U-866, U-868, U-869, U-870, U-877, U-878, U-879, U-880, U-881, U-889, U-1221, U-1223, U-1226, U-1227, U-1228, U-1230, U-1231, U-1232, U-1233, U-1235 |
| типу IXD1                | 1         | U-195 |
| типу IXD2                | 8         | U-181, U-196, U-861, U-862, U-864, U-873, U-874, U-875 |
| типу XB                  | 2         | U-219, U-234 |
| Трофейні ПЧ (італійські) | 2         | UIT-24 (типу «Марчелло»), UIT-25 (типу «Марконі») |